# Florence Pellerin
Florence Pellerin, död efter 1707, var en fransk balettdansare. Hon är känd som mätress till Frankrikes regent hertig Filip II av Orléans mellan 1696 och 1699.  Paret fick ett barn, Charles de Saint-Albin (1698–1764). 

## Biografi
Pellerin var engagerad vid Parisoperan under artistnamnet "Mademoiselle Florence".  Hon var mätress till en viss M. Mittantier, chef för Hôtel de Ville de Paris, när hon år 1696 blev mätress till kungens brorson Filip. 
Hon beskrivs som mycket vacker men saknade förmågan att upprätthålla en underhållande konversation och ansågs därför dum. Parets son föddes 1698 och uppgavs formellt som son till Sieur Coche, då Filips betjänt, som fick många fördelar tack vare detta. Pellerins relation med Filip beskrivs som stormig och präglad av konflikter och det sades att hon saknade förmågan att underhålla honom. 
Hon ersattes av Charlotte Desmares och blev sedan själv mätress till Louis II de Rohan-Chabot (1679–1738), som spenderade stora summor pengar på henne och fick flera barn med henne. Skandalen fick Ludvig XIV att utfärda ett lettre de cachet för att fängsla Pellerin, men Rohan-Chabot höll henne då gömd i ett litet hus i Ternes. Hon blev till slut tillfångatagen på kungens order och inspärrad i ett klosterfängelse. Hon nämns senast 1707 och tros ha dött inte långt därpå.